# St. Nikolai (Jüterbog)

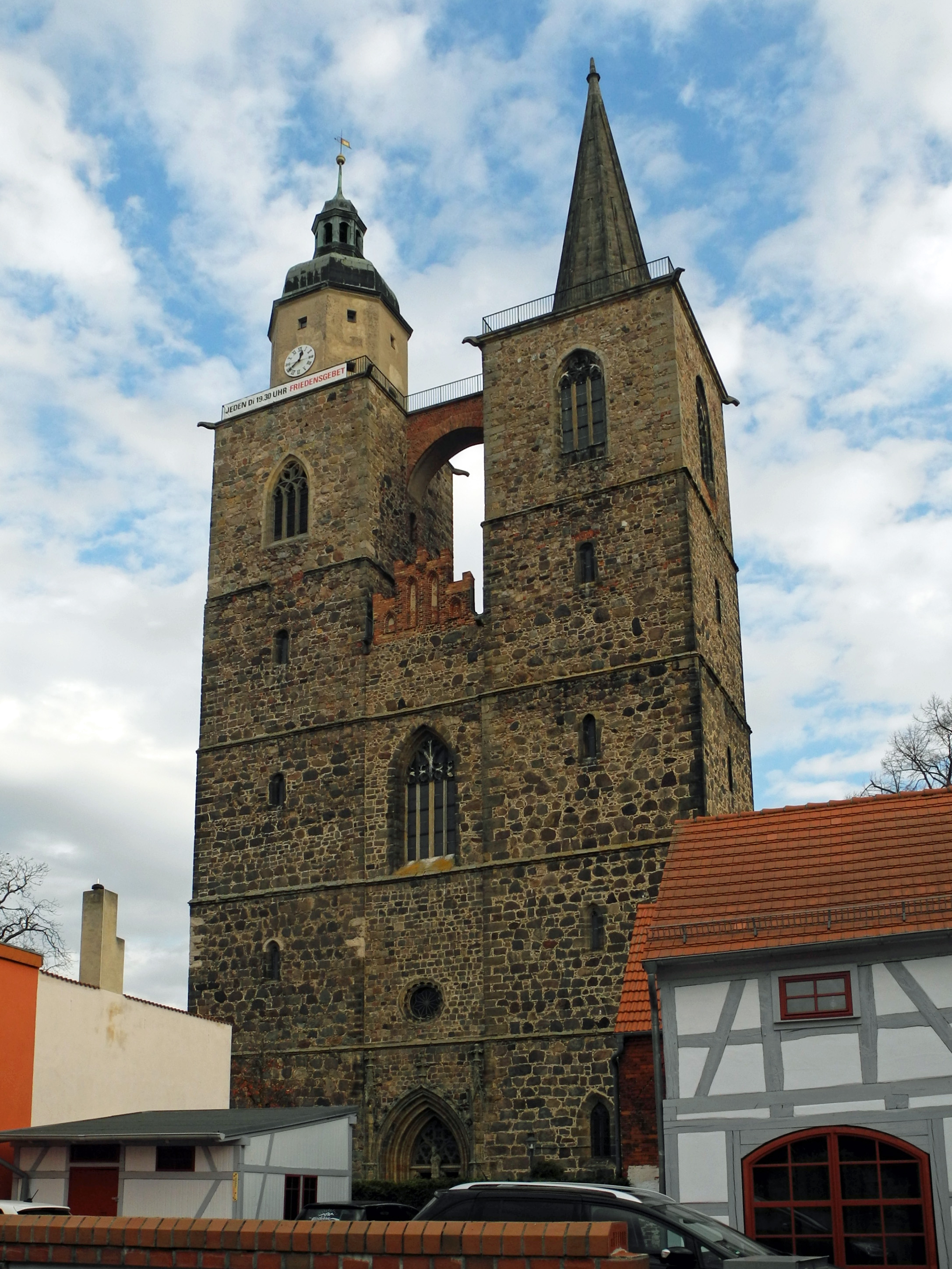
Doppeltürmiger Westbau größtenteils aus Feldstein

Sankt Nikolai ist eine gotische Hallenkirche in Jüterbog, Brandenburg. Sie wurde erstmals im Jahre 1307 erwähnt und wahrscheinlich 1488 geweiht. Die Kirche liegt zwischen Nikolaikirchstraße und Großer Straße und überragt die Altstadt. Das dreischiffige Langhaus hat fünf Joche und einen Chor. Die charakteristischen Doppeltürme aus Feldstein als Westbau haben markant unterschiedliche Abschlüsse. Schutzpatron ist der Heilige Nikolaus.
Eine Kapelle beinhaltet einen seltenen, erhaltenen Ablasskasten von Johann Tetzel. Dieser Ablasshandel veranlasste Martin Luther im nahe gelegenen Wittenberg zur Proklamation seiner 95 Thesen, die den Beginn der Reformation bedeutete.

## Geschichte

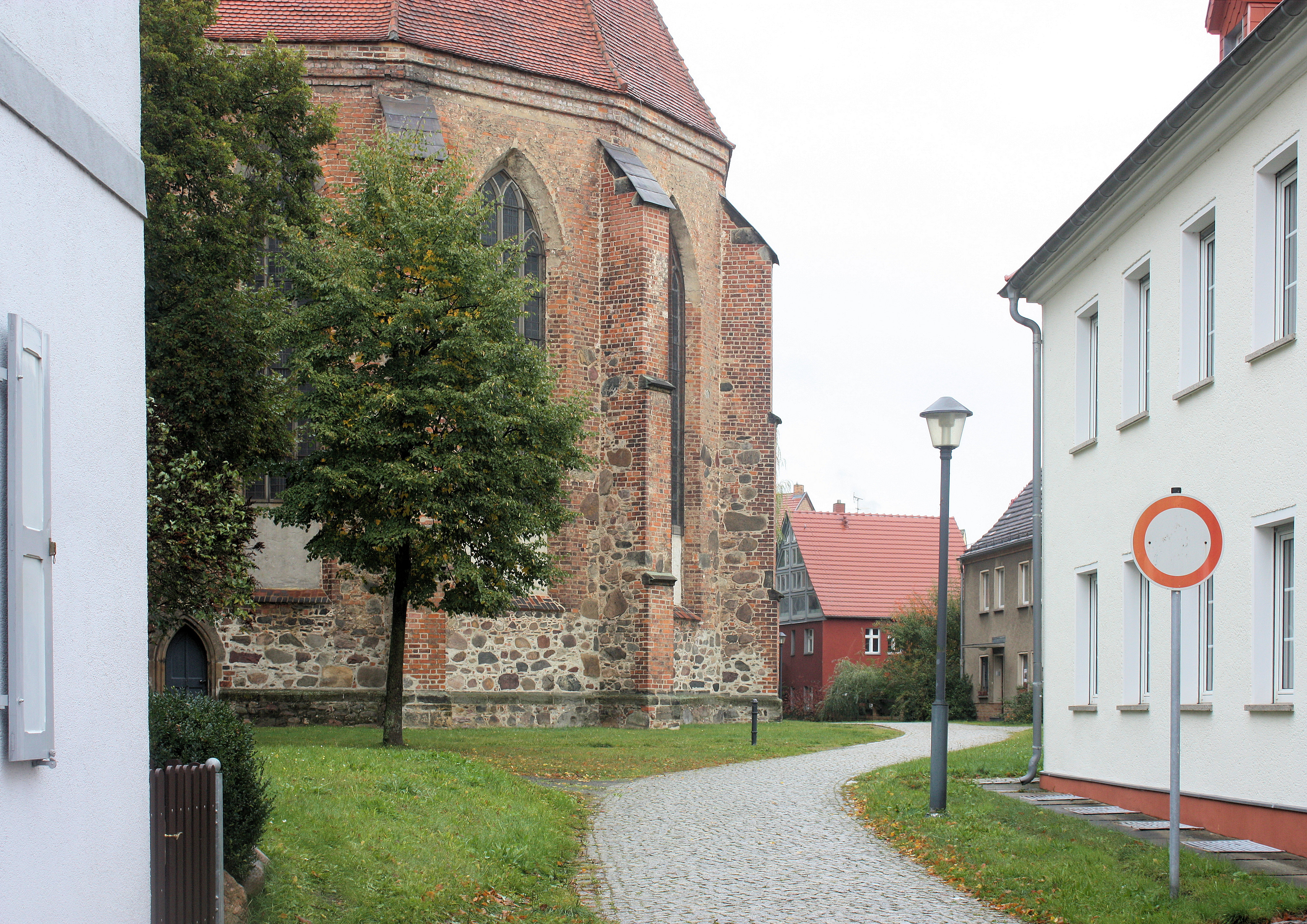
Chor (und Schiff) unten Feldstein, darüber überwiegend Backstein

Die Kirche wurde das erste Mal im Jahre 1307 erwähnt. Möglicherweise ist die im Jahre 1221 geweihten Katharinenkirche ein Vorgängerbau der heutigen Kirche. Ende des 14. Jahrhunderts wurde das Langhaus um ein Joch erweitert. Der Südanbau erfolgte Anfang des 15. Jahrhunderts. Die endgültige Weihe der Kirche fand wahrscheinlich im Jahre 1488 statt basierend auf einer Inschrift in der Ratsloge. Zwischen Ersterwähnung und Weihe vollzogen sich zwei Bauphasen. Die beiden Türme wurden erst separat ausgeführt. Die Lücke zwischen Kirchenschiff und Westbau wurde später geschlossen nach erfolgter Setzung der Türme. Die Arbeiten an den Türmen fanden gegen 1500 ihren Abschluss. Ihre unterschiedlichen Aufsätze verdanken sie dem Umstand, dass die Spitze des Nordturms offenbar mangelhaft konstruiert war. Die Schweifhaube wurde 1617 vollendet im Stil der Renaissance.
Renovierungen fanden in den Jahren 1821 bis 1824, 1877 und von 1934 bis 1936 statt. Weitere Renovierungen des Daches fanden 1974 statt.
Die EKD stellte zwischen 1973 und 1975 die Summe von 466.000 D-Mark bereit, damit über ein Kirchenbauprogramm in der DDR dieselbe Summe in DDR-Mark für die Sanierungs-Bauleistungen dieses Sakralbaus verfügbar war.
Das Innere wurde von 1986 bis 1994 erneuert. Die Kirche ist heute denkmalgeschützt und eine offene Kirche.

## Das Äußere der Kirche

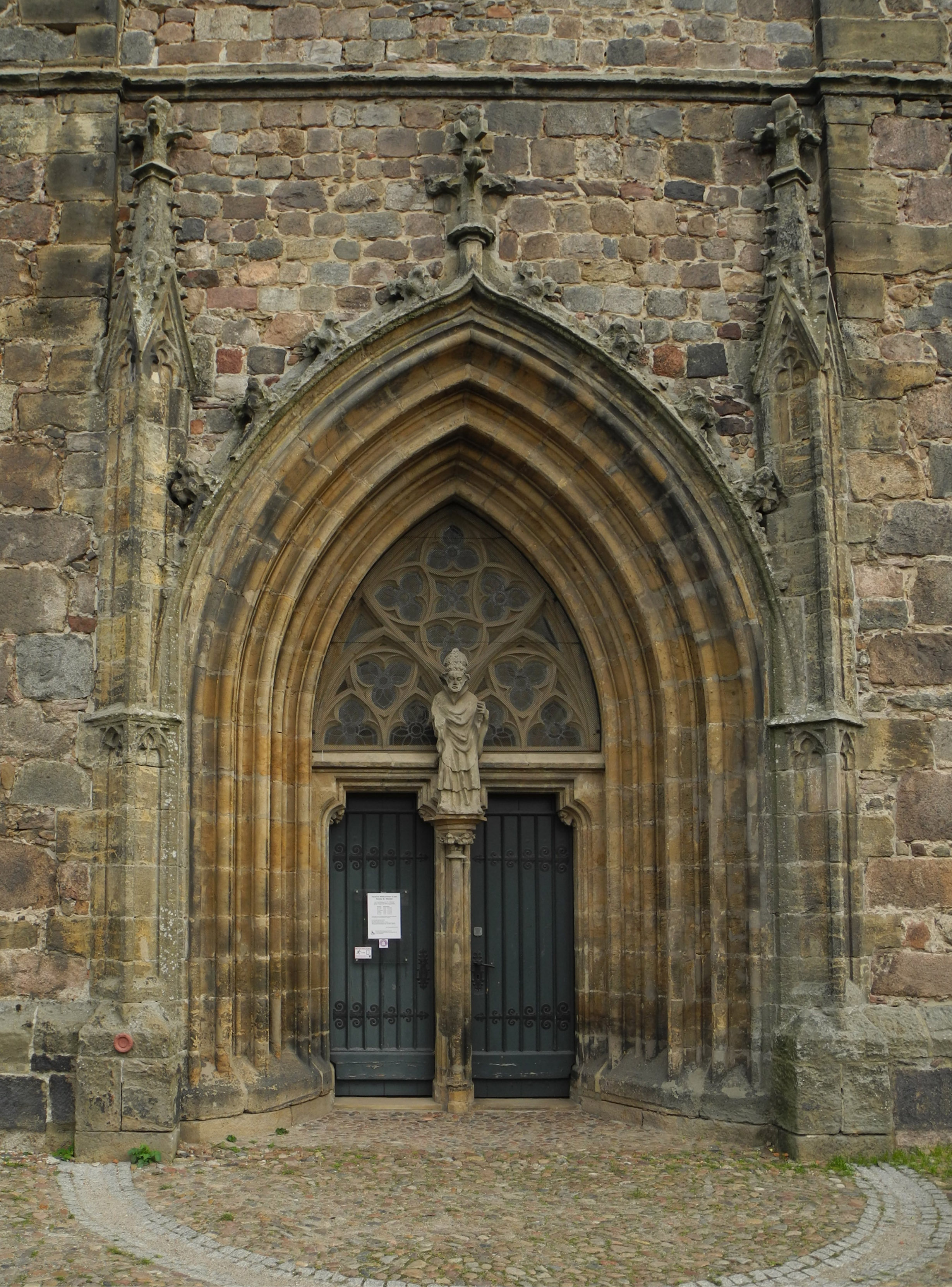
Gotisches Werkstein-Portal mit Nikolaus-Statue

Die Kirche ist 71 Meter lang und 23 Meter breit und somit der größte Sakralbau in der Region um Jüterbog. Das Gemäuer des Gotteshauses besteht aus drei verschiedenen Materialien. Das Schiff ist überwiegend in der Backsteingotik errichtet mit einzelnen Abschnitten aus Feldstein. Die Türme bestehen aus Feldstein mit feineren Elementen aus Sandstein. Auch die Gewölberippen im Inneren sind aus Sandstein. Das Kirchenschiff ist außen durch Strebewerk gestützt und durch hohe Fenster gegliedert. Süd- und Nordanbau sind zweigeschossig, wobei Letzterer eine Ähnlichkeit aufweist mit der Gerichtslaube am Rathaus Jüterbogs.

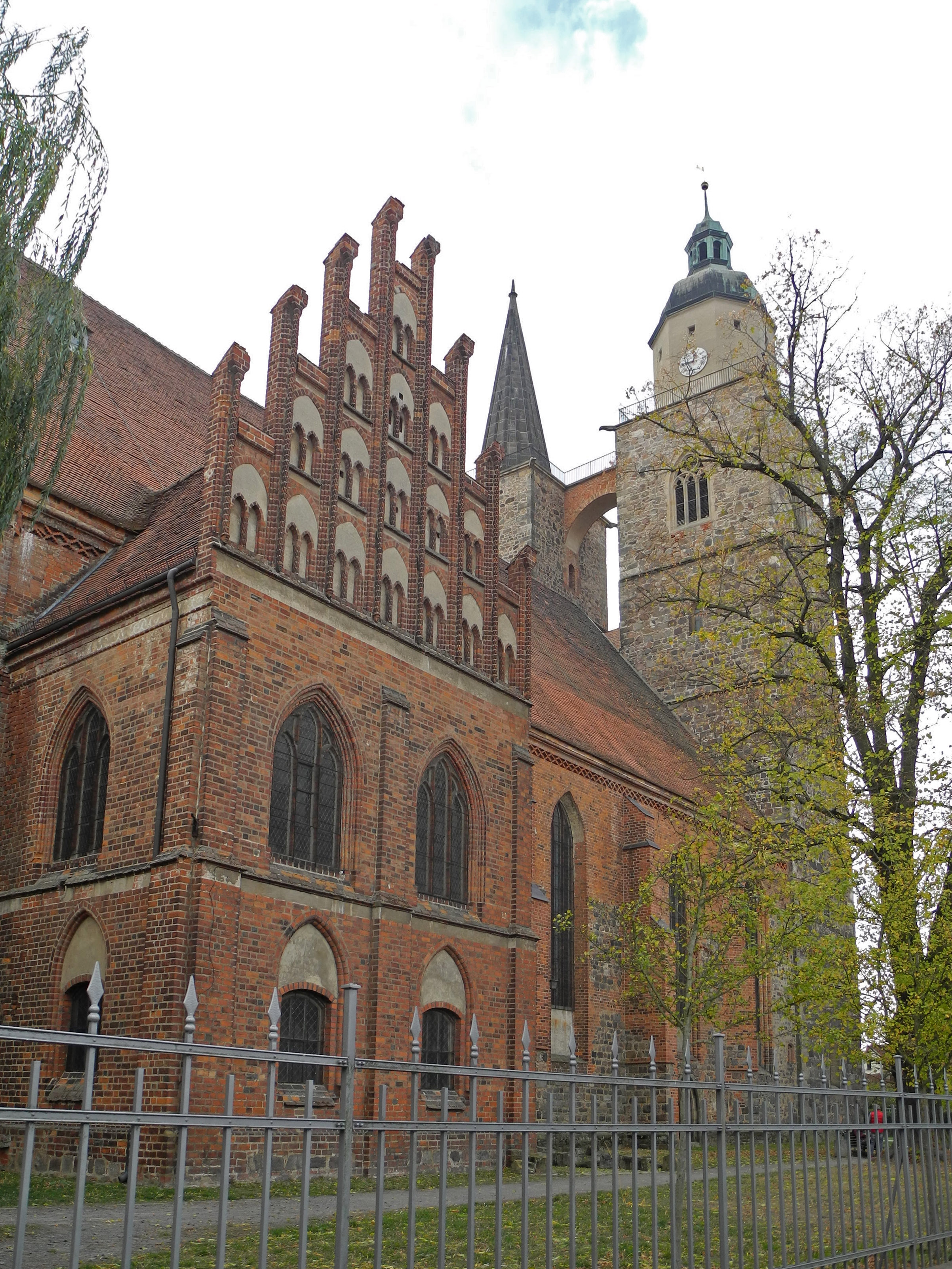
Nördlicher Anbau ganz aus Backstein, mit prächtigem Ziergiebel

Die zwei Türme im Westen bestehen aus fünf Geschossen, wobei das obere Geschoss höher ist mit größeren Fenstern. Zwischen den Türmen befindet sich eine Bogenbrücke. Ein Aufgang über 217 Stufen führt zur Aussichtsplattform des Südturmes auf der Höhe der Bogenbrücke, welche Nord- und Südturm miteinander verbindet. Die Höhe beider Türme wird mit 60 Metern angegeben. Die nördliche Turmspitze ist ein Oktogon mit Haube und Laterne, die südliche Turmspitze hat die Form eines steinernen Spitzhelmes. Das gotische Hauptportal zwischen den Türmen ist aus Sandstein gefertigt und stützt eine fast lebensgroße Statue des Heiligen Nikolaus, Schutzpatron der Kirche. Über dem Portal befindet sich eine kleine, gotische Fensterrose. Der Gesamtaufbau ähnelt somit der Stadtkirche St. Marien im nahe gelegenen Wittenberg.
Auf dem ehemaligen Nikolaifriedhof im Süden der Kirche steht ein 1923 eingeweihtes Soldatendenkmal mit einem steinernen Sarkophag und Säulenkreis.

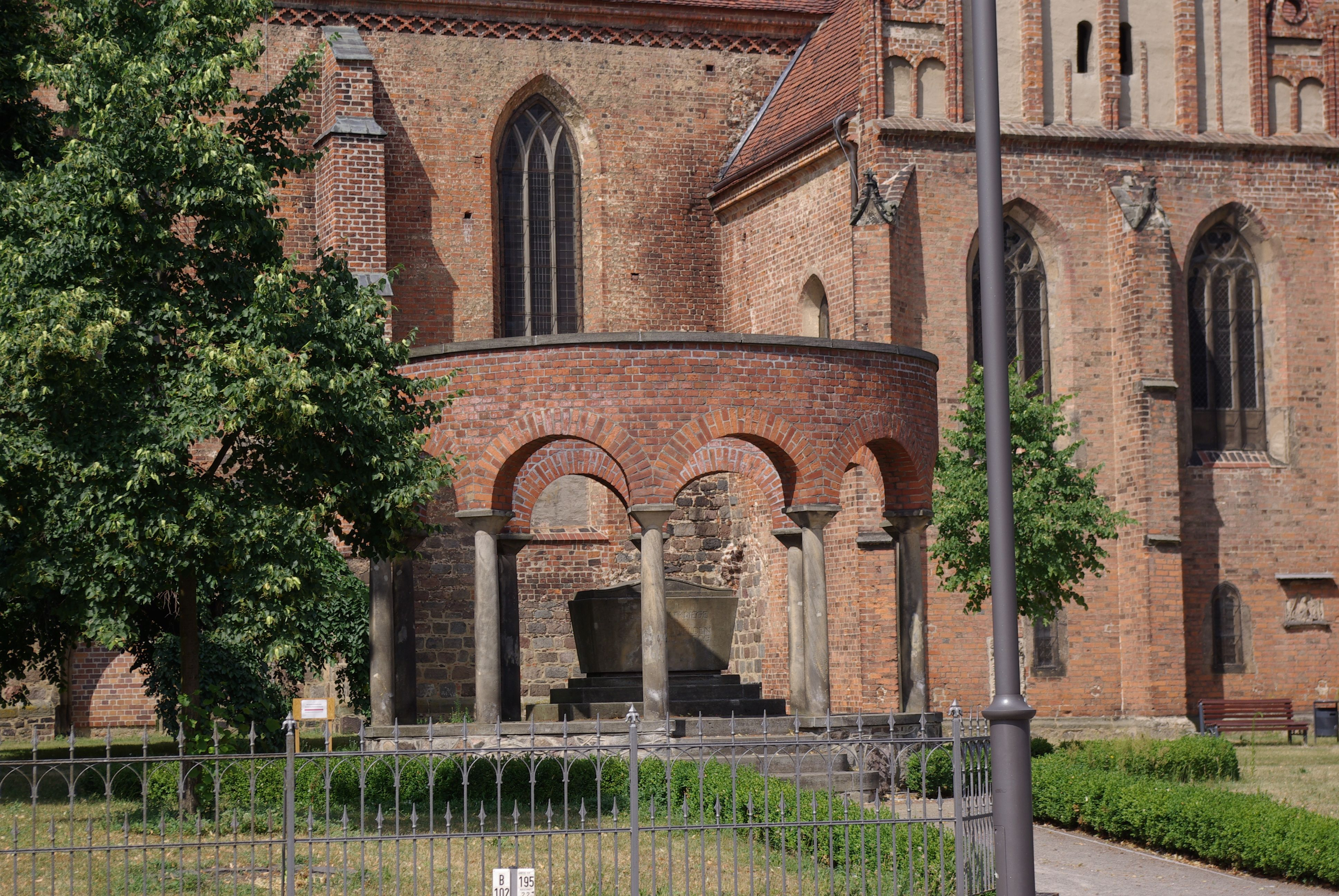
Soldatendenkmal im Süden der Kirche
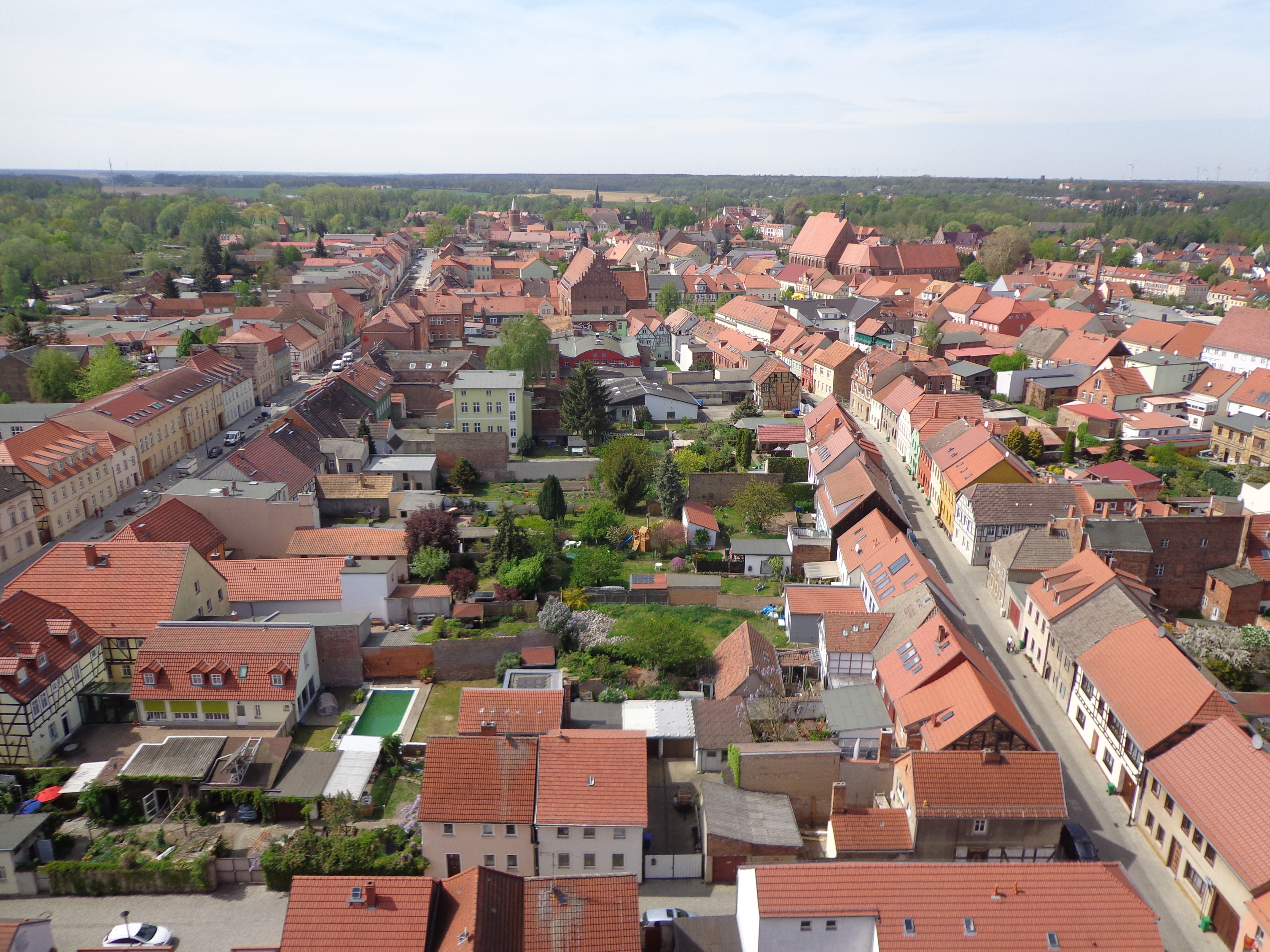
Blick vom Kirchturm

## Das Innere der Kirche

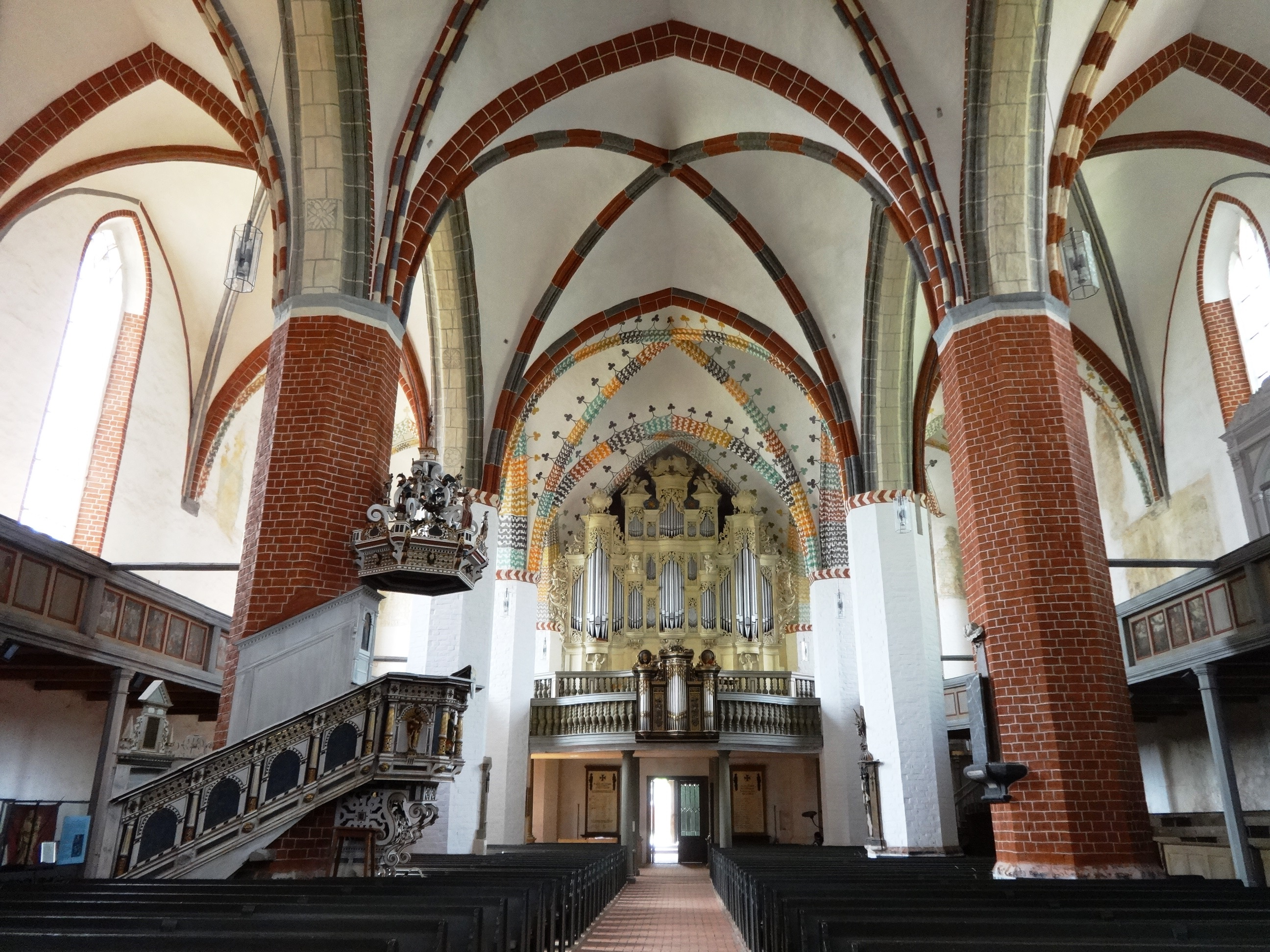
Hallenkirche, Achteckpfeiler teilw. backsteinsichtig, Gewölberippen und Scheidbögen mit aufgemalten Steingliederungen

Das Innere ist geprägt durch markante Farbgestaltung und Wandmalereien, welche in den 2000er Jahren restauriert wurden. In den Jochen sind die Bogen bunt gemustert mit Ornamenten von Ranken. Daneben schmücken Gemälde von Heiligen aus dem 15. Jahrhundert die Wände, darunter der hl. Mauritius. In der Kirche befinden sich Epitaphien für Geistliche und Herzöge, darunter für Georg Carl Losius († 1740), August Olearius († 1746) und Christoph Marschal († 1712).
Der erhöhte Altar enthält kunstvolle Schnitzereien mit floralen Motiven und mehrere farbige Putten. Das zentrale Gemälde im Altarblatt zeigt Christus im Jerusalemer Tempel. Es wird von zwei Doppelsäulen flankiert. Der Altaraufsatz im Stile des Barocks stammt aus dem Jahr 1700. Die Oberseite enthält ein Dreieck mit dem hebräischen Tetragrammaton, welches die christliche Dreifaltigkeit symbolisiert. Die Predella zeigt das Abendmahl Jesu. Das Retabel stammt aus den 1430er Jahren.
Das nördliche Fenster im Chorumgang zeigt eine Strahlenkranzmadonna aus der Zeit um 1490. Die hölzernen Emporen, mit 57 Bildtafeln von 1585, entlang der Seiten stammen aus dem 17. und 18. Jahrhundert und wurden zwischen 1821 und 1824 umgebaut. In den 1970er Jahren wurde die ursprüngliche Bemalung in den Füllungen wiederhergestellt. Auf der Nordempore befindet sich die Ratsloge.
Die aufwendig gestaltete, hölzerne Kanzel stammt aus dem Jahr 1608. In den Nischen befinden sich Evangelistenfiguren sowie Petrus und Paulus und der Gute Hirte. Der Schalldeckel ist verziert mit Figuren des auferstandenen Christus, Putten und Engeln. Das Sakramentenhaus wurde 1507/1508 im spätgotischen Stil errichtet.
Das Retabel in der südlichen Kapelle enthält ein zentrales Tafelbild von 1515–1520, das die Leiden Christi zeigt und der Werkstatt des deutschen Renaissance-Malers Lucas Cranachs des Älteren zugeschrieben wird.
Die Hauptorgel von 1909 wurde von Wilhelm Rühlmann gebaut. Sie hat 49 Register und eine pneumatische Traktur. Das kleinere Positiv von 1657 von Christoph Werner mit fünf Stimmen ist die älteste erhaltene Orgel in Brandenburg.

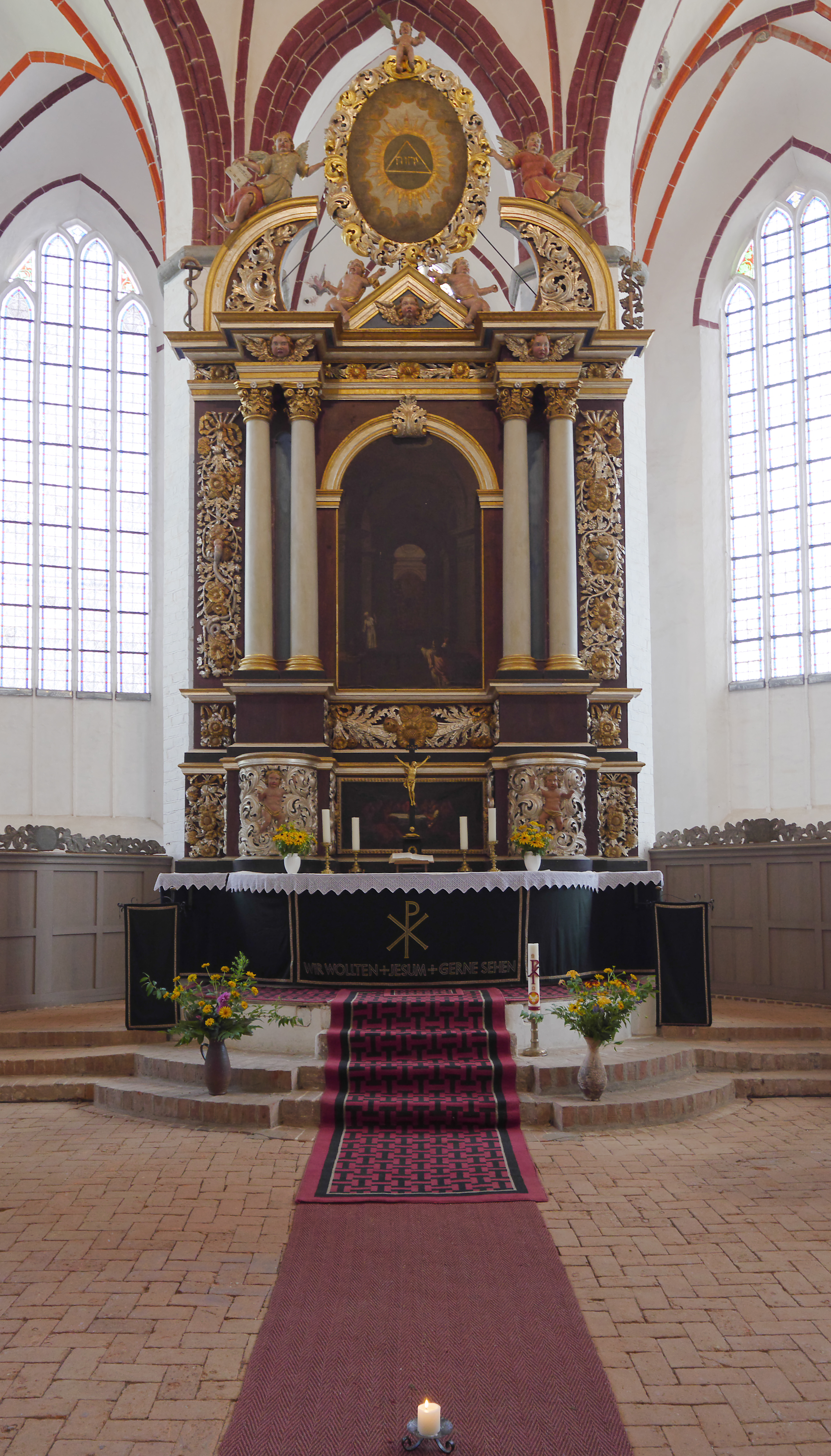
Hochaltar
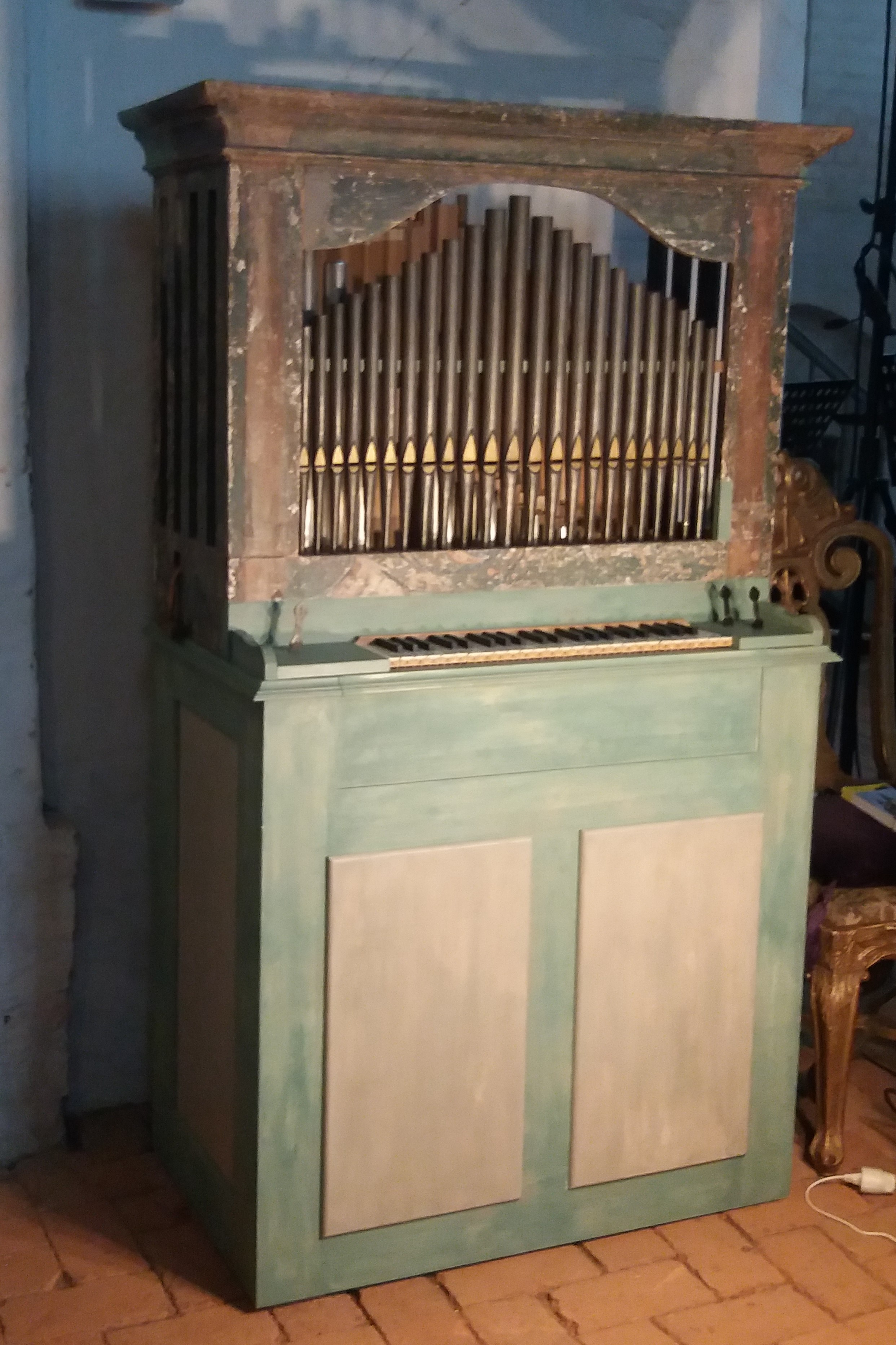
Positiv von 1657
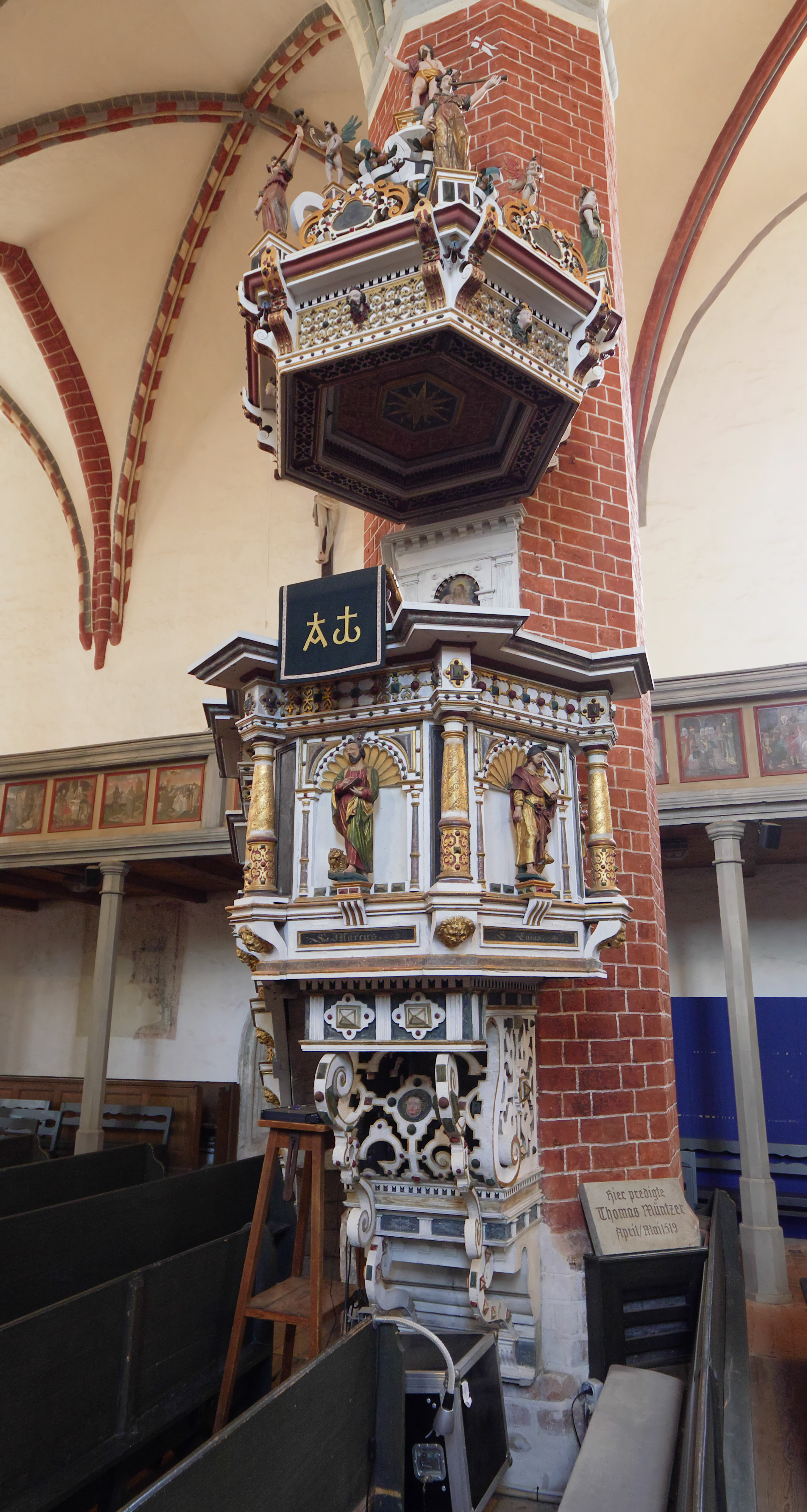
Kanzel
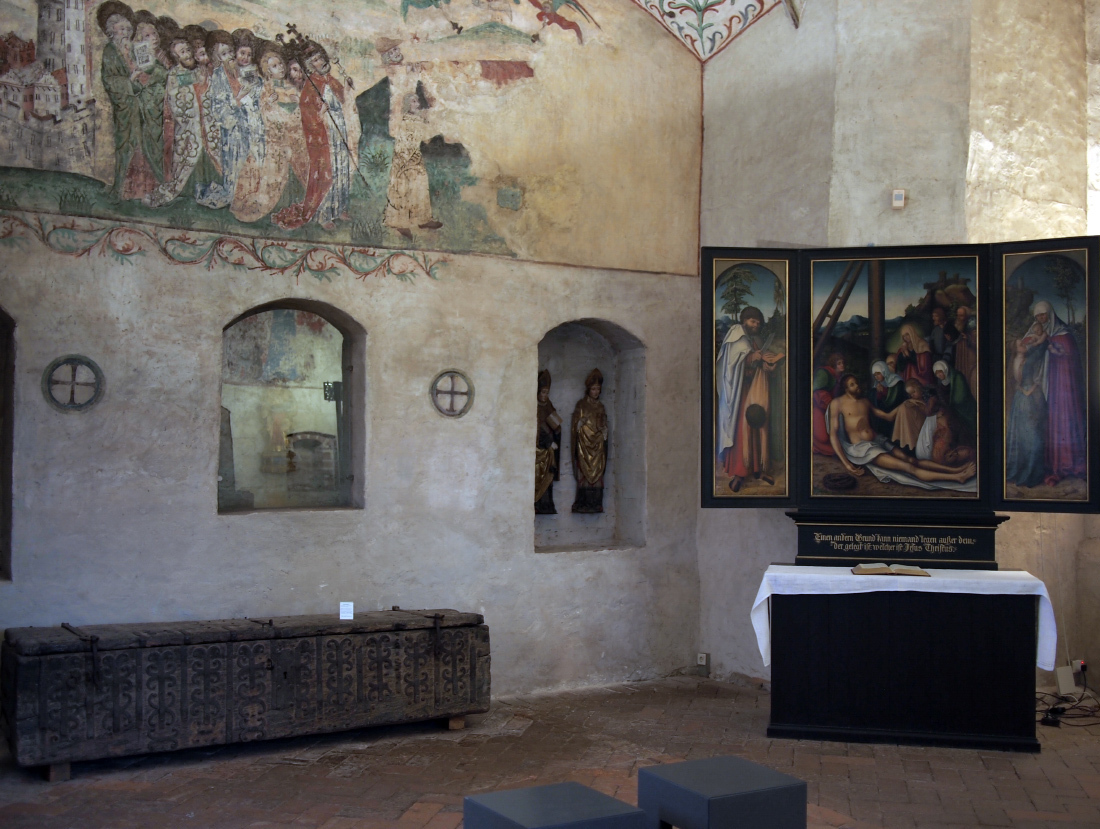
Kapelle mit Tetzelkasten und Retabel
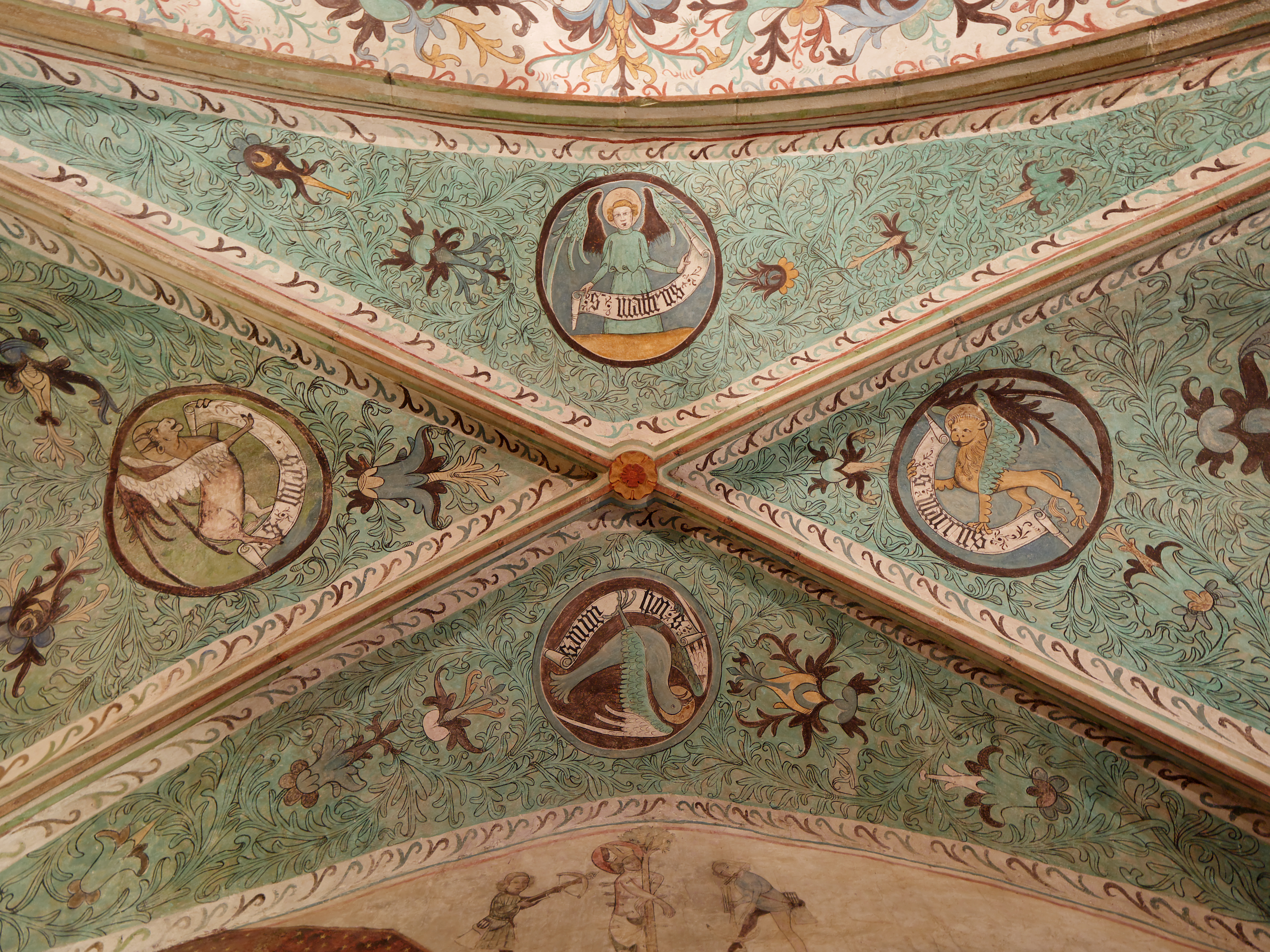
Kreuzrippengewölbe Südkapelle mit den Evangelistensymbolen

## Ablasse und Reformation

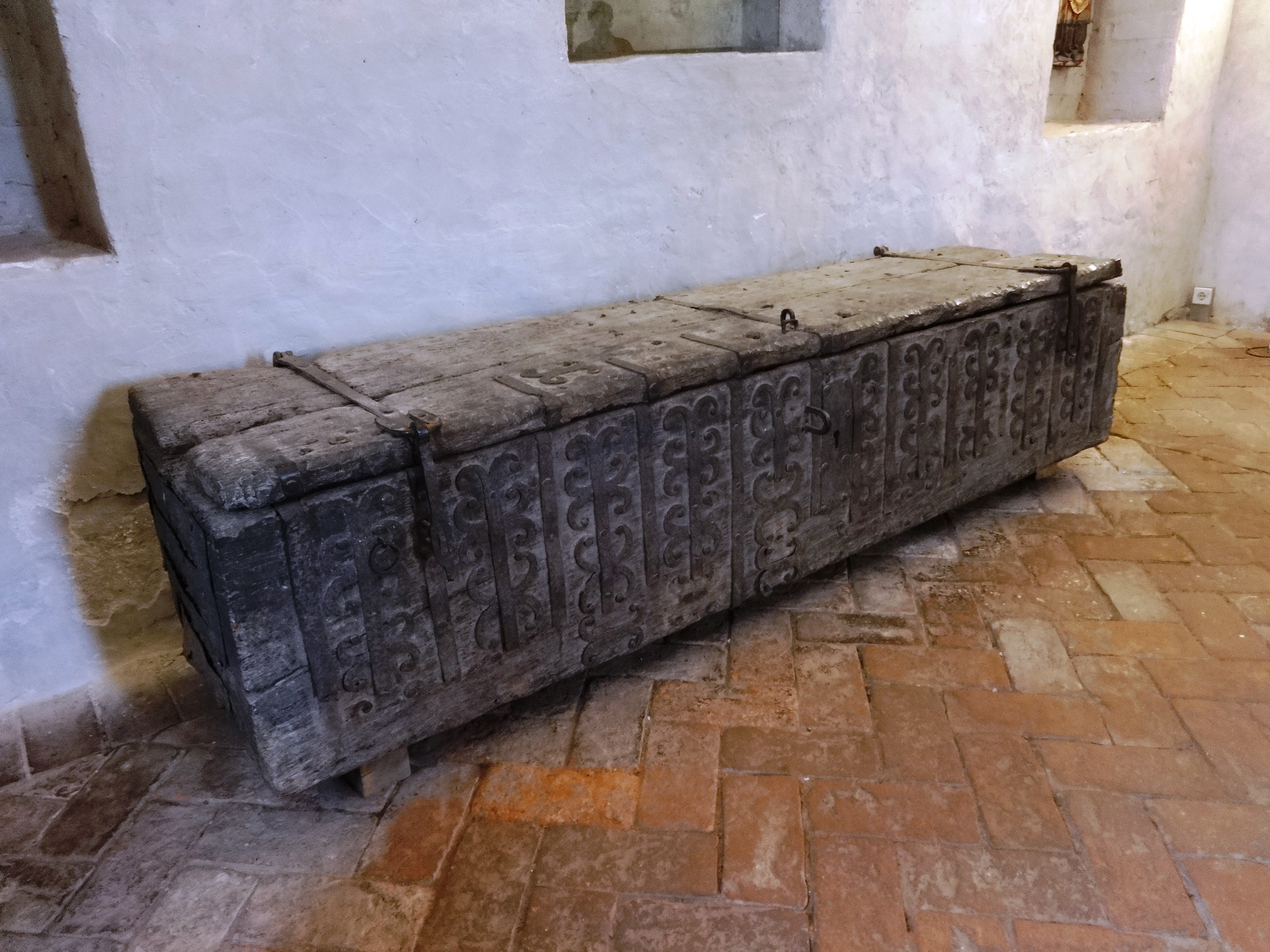
Johann Tetzels Ablasskasten

In einer kleinen Kapelle befindet sich ein seltener, erhaltener Ablasskasten des Dominikanermönchs Johann Tetzel, auch Tetzelkasten genannt. Erzbischof Albrecht von Brandenburg hatte Tetzel damit beauftragt, Ablasse zu sammeln, mit denen der Bau des Petersdoms in Rom finanziert wurde. Martin Luther sagte in seinen Tischreden, Tetzel habe seine Ablassbriefe in Jüterbog angeboten, weil er die Grenze zum nahe gelegenen Wittenberg nicht überqueren dürfe. Als immer mehr Gemeindemitglieder Luthers nach Jüterbog gingen, um die neuesten Ablassbriefe zu kaufen, veröffentlichte Luther 1517 seine berühmten 95 Thesen, mit denen die Reformation begann. Tetzel zugeschrieben ist der Spruch: „Wenn das Geld im Kasten klingt, die Seele in den Himmel springt“. Das nahe liegende Museum im Mönchenkloster verfügt über Ablassbriefe aus dem 15. und 16. Jahrhundert.
Der Schriftsteller Theodor Fontane erzählt in seinen Wanderungen durch die Mark Brandenburg die Geschichte des hiesigen Ritters Hans von Hake, welcher diesen Ablasskasten von Tetzel geraubt haben soll, wobei er zuvor einen Ablassbrief für diese Sünde kaufte.
Der Prediger und radikale Theologe Thomas Müntzer war Ostern 1519 Gastprediger in St. Nikolai. Seine radikalen Ideen widersprachen sowohl der katholischen Kirche als auch Martin Luther. Müntzer nahm ab 1524 am Deutschen Bauernkrieg teil und wurde nach seiner Gefangennahme hingerichtet. Eine Gedenksteintafel neben der Kanzel erinnert an seine Predigt in St. Nikolai.